# Daniel O'Connell
Daniel O'Connell (in gaelico irlandese Dónal Ó Conaill) - conosciuto anche come The Liberator ("Il Liberatore") o The Emancipator ("L'Emancipatore") (Cahersiveen, 6 agosto 1775 – Genova, 15 maggio 1847) è stato un politico e avvocato irlandese, figura predominante dell'Irlanda della prima metà del XIX secolo.
Difensore della popolazione cattolica irlandese, discriminata dalle leggi britanniche, lottò per l'emancipazione del popolo irlandese (Catholic Emancipation), ovvero l'abrogazione delle Leggi penali irlandesi, emesse nel corso del XVII secolo e nei primi anni del XVIII e che discriminavano fortemente i cattolici irlandesi rispetto agli anglicani. Si batté anche per l'abrogazione dell'Atto d'Unione del 1800 (Repeal) tra l'Irlanda e la Gran Bretagna in una forma moderata e lealista verso la Corona (egli infatti denominò la sua associazione Loyal National Repeal Association) con il conseguente ripristino del Regno d'Irlanda con la costituzione del 1782 che aveva garantito agli irlandesi l'indipendenza legislativa, ma stavolta con un parlamento che avrebbe visto la partecipazione dei cattolici.
In Irlanda è ricordato come il fondatore di una forma non-violenta di nazionalismo irlandese e della mobilitazione della comunità cattolica, in numero predominante nel territorio, come forza politica atta a raggiungere l'emancipazione.

## Biografia

### I primi anni
Nato a Carhen, nella contea del Kerry, in una famiglia cattolica un tempo benestante, Daniel studiò giurisprudenza a Douai, in Francia, sostenuto da uno zio benestante, Maurice (Hunting Cap) O'Connell. Nel 1794 venne ammesso al Lincoln's Inn, uno dei 4 tribunali di Londra, e nel 1796 si trasferì al King's Inn di Dublino. Negli anni giovanili entrò in contatto coi movimenti democratici e iniziò ad impegnarsi per la conquista dei diritti religiosi in Irlanda.
Durante gli anni a Dublino non si fece coinvolgere, su consiglio dello zio, in alcuna attività militante ma quando la flotta francese alleata di Wolfe Tone entrò nella baia di Bantry (dicembre 1796) il giovane O'Connell scrisse allo zio affermando di essere l'ultimo dei suoi colleghi a unirsi ai corpi volontari, un mese dopo si aggregò al Lawyer's Artillery Corps.
Il 19 maggio 1798 O'Connell venne assegnato al tribunale irlandese (Irish Bar) e divenne avvocato. Quattro giorni dopo ebbe luogo la sollevazione della Society of United Irishmen soffocata nel sangue dalle truppe inglesi. O'Connell non appoggiò la sollevazione poiché era convinto che il modo per affermare i propri diritti fosse quello di usare strumenti politici e non la forza.

### La campagna per l'emancipazione dei cattolici

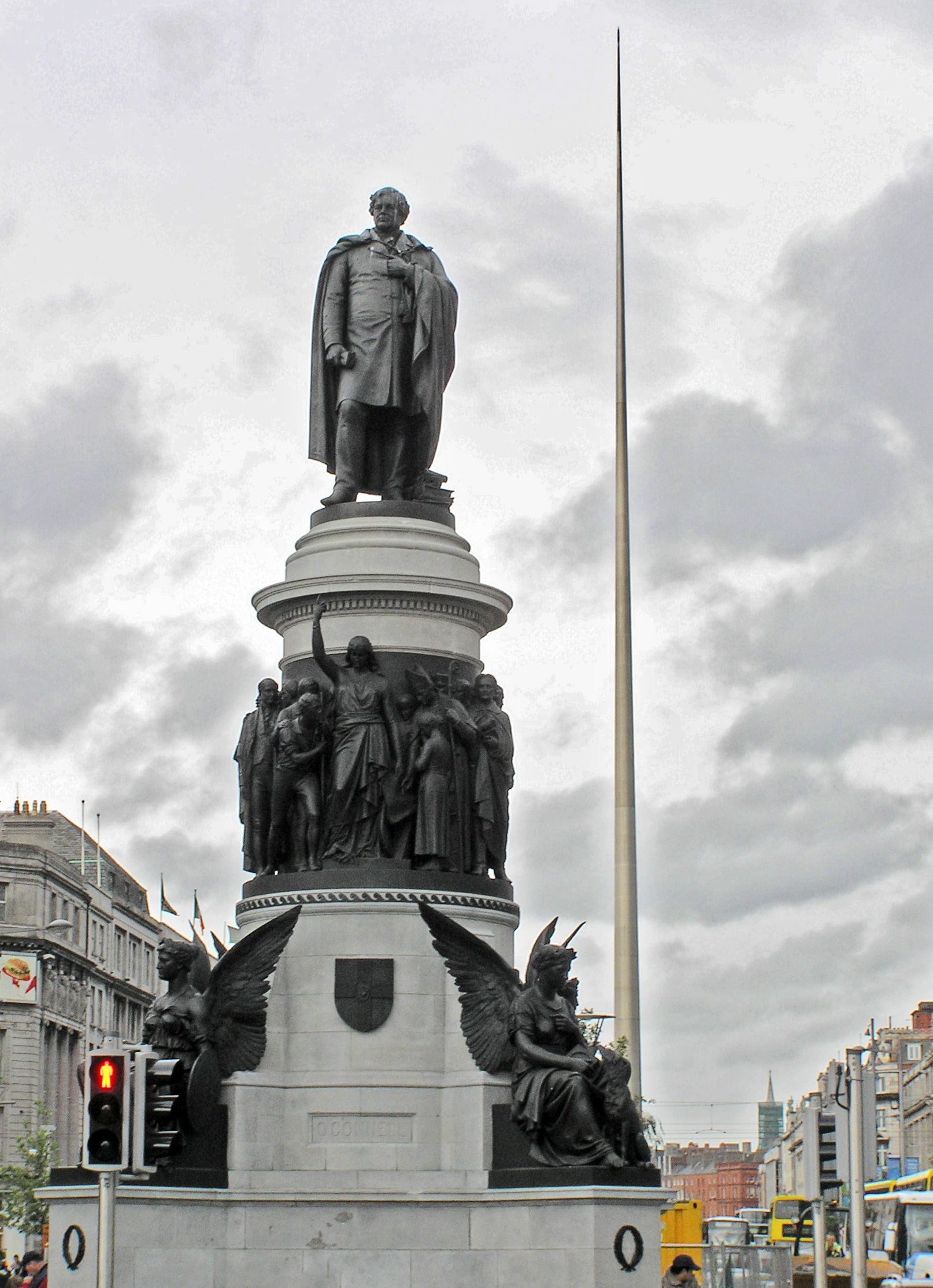
Il monumento a O'Connell nell'omonima piazza di Dublino

O'Connell tornò a dedicarsi all'attività politica verso il 1810, sostenendo l'Emancipazione dei cattolici, ovvero la possibilità per gli irlandesi di religione cattolica di entrare in Parlamento: infatti una legge irlandese nel 1793 aveva concesso ai cattolici di votare pur ribadendo il principio per gli eletti del giuramento di fedeltà alla Chiesa d'Irlanda. Fondò la Catholic Association finanziata con quote associative di due penny al mese, una quota minima tale da poter coinvolgere un numero maggiore di persone. La campagna associativa fu un grande successo ed il primo anno l'associazione raccolse molti fondi e molti soci. I fondi furono usati per finanziare i candidati per la Camera dei Comuni; l'associazione inoltre forniva cibo e denaro ai membri più indigenti.
Nel 1828 ottenne un seggio nella Camera dei Comuni ma non ne prese possesso a causa del suo rifiuto di giurare fedeltà al re Giorgio IV in quanto il giuramento prevedeva l'esplicito riconoscimento del Sovrano anche come capo della Chiesa anglicana (e quindi il ripudio dell'autorità pontificia) e ciò rendeva impossibile la partecipazione dei cattolici alla vita politica. Sia il Duca di Wellington (anch'egli irlandese ma anglicano), Primo Ministro dell'epoca, sia il Ministro dell'interno Sir Robert Peel, benché strenui oppositori dell'emancipazione dei cattolici, di fronte al rischio di una ribellione o di una guerra civile in Irlanda persuasero il sovrano a riconoscere il diritto dei cattolici e dei presbiteriani ad accedere a cariche parlamentari. Lo stesso Giorgio IV aveva proposto nel 1797, quando era ancora erede al trono, il Catholic Emancipation Bill per l'allora Regno d'Irlanda ma dopo il proprio giuramento di difesa della fede protestante all'incoronazione nel 1821 aveva dei dubbi sulla liceità morale di permettere una modifica al giuramento. Il provvedimento ottenne l'appoggio dei Whig e divenne legge nel 1829 (divenne noto come Roman Catholic Relief Act 1829 per distinguerlo da quelli del 1791 e 1793) incrinando però il rapporto di fiducia dei Tory nel primo ministro ed in Robert Peel.
Ironicamente, considerando la dedizione di O'Connell per i metodi non violenti, il suo successo politico scatenò un periodo di violenza in Irlanda. Era rimasta infatti in vigore una delle più impopolari leggi penali, quella che prevedeva l'obbligo da parte di tutti i lavoratori di sostenere la chiesa d'Irlanda (che comunque rimaneva la religione ufficiale) tramite il pagamento delle decime (Tithes). La campagna contro il pagamento dei thites, inizialmente pacifica, divenne violenta nel 1831 quando la neo-fondata Royal Irish Constabulary venne chiamata a effettuare sequestri delle proprietà per sopperire ai mancati pagamenti e ne scaturì la cosiddetta guerra dei Tithes (1831-36). O'Connell, benché contrario all'uso della forza, prese parte alla battaglia di Carrickshock in seguito alla quale tutti gli oppositori furono assolti. Il governo comunque cercò di mediare favorendo una riduzione delle stesse decime con la riforma delle diocesi irlandesi con una legge, il Church Temporalities Act 1833 che portò all'abolizione di dieci diocesi della Chiesa d'Irlanda provocando però lo sdegno degli anglicani guidati da John Keble, fondatore del Movimento di Oxford, per l'intromissione dei liberali nei diritti della Chiesa,
Nel 1841 Daniel O'Connell divenne il primo cattolico, dai tempi di Giacomo II, a ricoprire la carica di sindaco di Dublino. Durante il suo mandato egli fece intervenire l'esercito contro gli operai in sciopero nella capitale e nel 1838 si rifiutò di appoggiare la richiesta di Sharman Crawford di abolire completamente i tithes, poiché non desiderava mettere in difficoltà i Whig, suoi alleati dal 1835 tramite il cosiddetto accordo di Lichfield House Compact.

### L'abolizione dell'Atto d'Unione
O'Connell fu promotore del movimento per l'abrogazione dell'Atto di Unione (1801), che aveva stabilito l'unione del Regno d'Irlanda e del Regno di Gran Bretagna per costituire il Regno Unito di Gran Bretagna e Irlanda. Per promuovere l'abrogazione costituì la Repeal Association. Egli, che era un abilissimo oratore, tenne una serie di comizi (oltre 40) chiamati monster meetings a causa dell'elevatissimo numero dei partecipanti, nei quali auspicava la ricostituzione e soprattutto l'autogoverno del Regno d'Irlanda, con sovrana la regina Vittoria della quale era un fervido ammiratore.
L'enormità delle folle partecipanti ai raduni scatenò la preoccupazione del governo britannico: Robert Peel, a fronte del numero di partecipanti (oltre 250 000 persone) radunate a Tara giunse a proibire il raduno di Clontarf, vicino a Dublino, previsto per l'8 ottobre 1843. Nonostante le richieste dei suoi sostenitori, O'Connell preferì annullare il raduno ed esortò la gente a tornare a casa, il che non impedì il suo arresto, accusato da una giuria, priva di cattolici e di appartenenti al movimenti dei repealers. Rimase in carcere per quasi un anno; ritornò in libertà nel settembre 1844, quando la camera dei Lord annullò il verdetto.
Privato della possibilità di organizzare i monster meeting e passato il momento di massima popolarità del movimento di abrogazione, O'Connell e la sua campagna persero terreno. Il disappunto per il suo irremovibile rifiuto della lotta armata fece sì che un gruppo di suoi sostenitori, guidati da Charles Gavan Duffy, John Mitchel, William Smith O'Brien e Thomas Davis fondassero il movimento della Giovane Irlanda (Young Ireland) che si propose di utilizzare mezzi meno pacifici per raggiungere l'indipendenza della Patria.
Nel 1840 O'Connell partecipò alla World Anti-Slavery Convention, un'assemblea per l'abolizione della schiavitù che si riunì per la prima volta all'Exeter Hall di Londra, dal 12 al 23 giugno 1840. Fu organizzata dalla British and Foreign Anti-Slavery Society, in gran parte su iniziativa del quacchero inglese Joseph Sturge.

### Gli ultimi anni

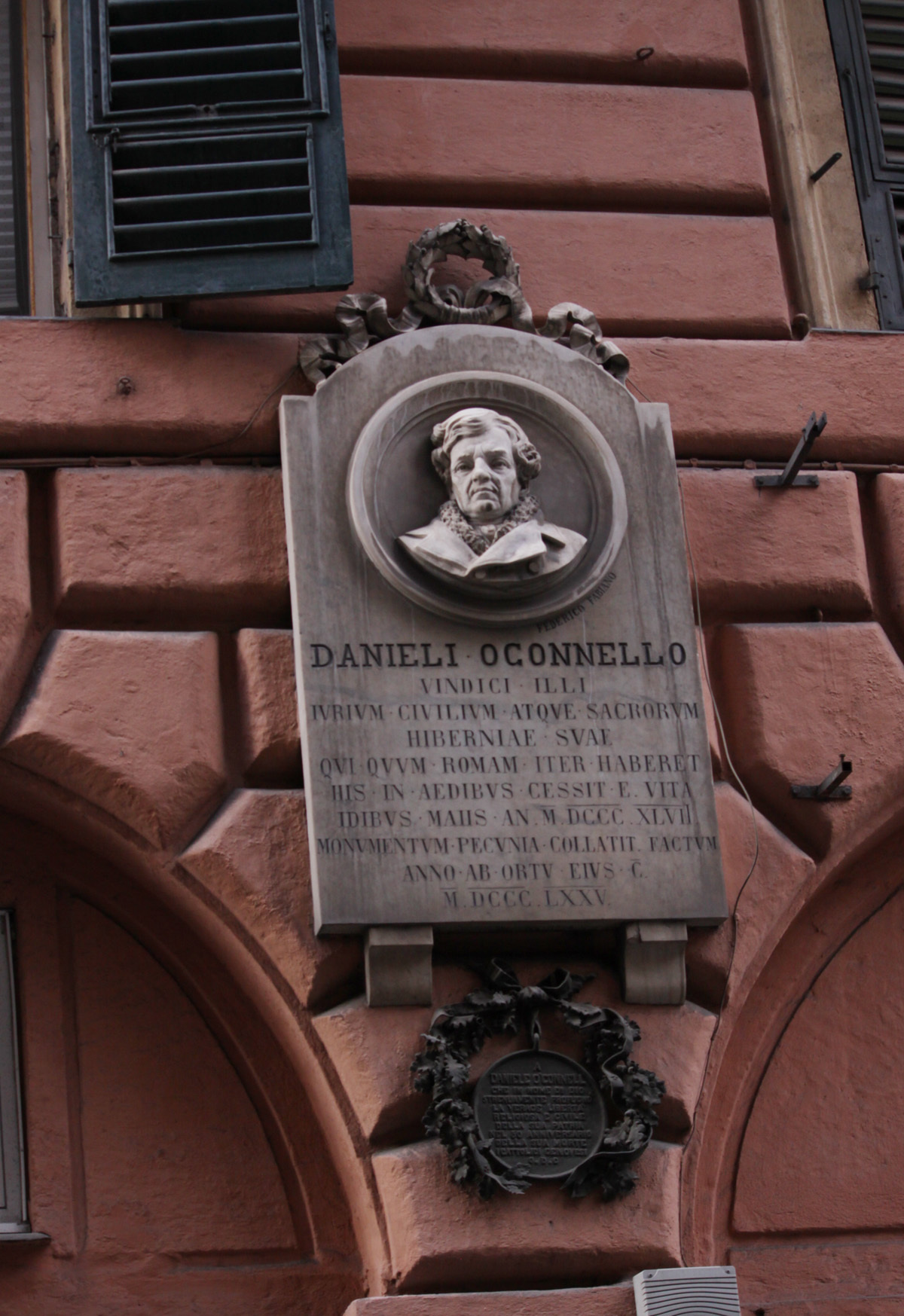
La targa che ricorda Daniel O'Connell posizionata a Genova in via al Ponte Reale

Daniel O'Connell, minato nel fisico e nel morale dalla pur breve detenzione, morì nel 1847 a Genova mentre era in viaggio per recarsi a Roma. Espresso in questo modo le sue ultime volontà: «Il mio corpo all'Irlanda, il mio cuore a Roma, al mia anima al Cielo»
Seguendo queste volontà, il corpo fu sepolto vicino a quelli dei figli nel cimitero di Glasnevin a Dublino, non lontano da una torre dalla forma rotonda visibile a chilometri di distanza. Il cuore fu inviato a Roma al Collegio Irlandese, che lo sistemò in una cripta della chiesa di Sant'Agata dei Goti.
Il figlio John gli successe nella gestione della Repeal Association.
In Irlanda O'Connell è chiamato the Liberator per il suo impegno nell'emancipazione dei cattolici. A lui è dedicata la principale strada di Dublino, O'Connell Street (chiamata in precedenza Sackville Street), e ad un estremo della strada si trova un monumento che lo raffigura, opera dello scultore John Henry Foley. A O'Connell è dedicata anche la strada principale di Limerick.
Il suo cuore restò nella chiesa di Sant’Agata dei Goti per più di mezzo secolo, oggetto di venerazione per gli irlandesi in visita a Roma. Nel 1927 il Collegio irlandese dovette traslocare poiché furono avviati i lavori di ampliamento della sede della Banca d'Italia, che si prese alcune pertinenze della chiesa. Poco dopo il termine dei lavori si scoprì che l’urna con il cuore era sparita. 

Nel 2023 un'artista di Dublino, Claire Halpin, ha donato alla chiesa di Sant’Agata la riproduzione di un cuore, per mantenere viva la memoria dell'eroe irlandese.

## Opere
- (EN) Daniel O'Connell, Daniel O'Connell upon American slavery : with other Irish testimonies., 1860. URL consultato il 26 ottobre 2023.